# P.E.N.-Zentrum der Schriftstellerinnen und Schriftsteller im Exil deutschsprachiger Länder
Das P.E.N.-Zentrum der Schriftstellerinnen und Schriftsteller im Exil deutschsprachiger Länder (Exil-P.E.N.) war bis zu deren Auflösung im Jahre 2024 ein Verein in Berlin.
Die Gesellschaft vereinte einige Schriftsteller, die sich aufgrund politischer Verfolgung gezwungen sahen, nach Deutschland, Österreich oder in die Schweiz zu emigrieren. Sie wurde 1948 gegründet. Präsident war zuletzt Wolfgang Schlott.
Der Kurzname „Exil-P.E.N.“ führte häufig zu Verwechslungen mit dem PEN-Zentrum deutschsprachiger Autoren im Ausland, das zeitweise ebenfalls den Namen „Exil-P.E.N.“ trug und diese Bezeichnung auf seiner Website auch heute verwendet. Die beiden Zentren wiesen zum Teil personelle Überschneidungen auf und organisierten gemeinsame Veranstaltungen.

## Geschichte
Der Spanier Salvador de Madariaga y Rojo musste sein Heimatland in den 1930er-Jahren verlassen, um der Verfolgung durch die Franco-Diktatur zu entgehen. 1948 gründete er den Verein und 1956 wurde er Mitglied des Dachverbandes P.E.N. Der Verein hat seinen Sitz in Berlin.
Der überwiegende Teil der Mitglieder stammte aus ehemaligen Ostblockstaaten. Die Website des Zentrums verzeichnete zwei bedeutende Eintrittswellen, zum einen den Ungarischen Volksaufstand 1956 und den Prager Frühling 1968. Beide Ereignisse ließen die Mitgliederzahlen des Exil-P.E.N. schlagartig ansteigen. Aufgrund stetigen Mitgliederrückgangs wurde der Verein aufgelöst.